# Ruth Gavison
Ruth Gavison (en hébreu: רות גביזון), née le 28 mars 1945 à Jérusalem, morte le 15 août 2020 à Jérusalem, est une experte israélienne des droits de l'homme, professeur de droit à l'université hébraïque de Jérusalem et titulaire du prix d'Israël.

## Biographie
Ruth Gavison naît à Jérusalem le 28 mars 1945 dans une famille juive séfarade. Les ancêtres de son père sont des juifs marocains qui ont immigré de Tétouan à Jérusalem au 19e siècle. La famille de sa mère est d'origine juive grecque.
Elle grandit à Haïfa. Elle est diplômée de la faculté de droit de l'université hébraïque en 1969. En 1970, elle a également obtenu un BA en philosophie et économie. Elle est reçue greffière du juge B. Halevi à la Cour suprême d'Israël en 1970, puis elle est admise au barreau israélien en 1971. Elle obtient un LL. M. en 1971 à l'université hébraïque de Jérusalem, puis elle part en Angleterre où elle obtient un D.Phil. (Oxon.) en philosophie juridique en 1975 de l'université d'Oxford.

## Carrière académique
Ses domaines de recherche portent sur les conflits ethniques, la protection des minorités, les droits de l'homme, la théorie politique, le droit judiciaire, la religion et la politique, ainsi qu'Israël en tant qu'État juif et démocratique. Elle est membre de l'Académie israélienne des sciences et lettres.

## Carrière judiciaire
Ruth Gavison est présélectionnée pour un poste à la Cour suprême d'Israël en 2005, mais elle ne réussit pas à obtenir une majorité pour sa nomination. Le ministre de la Justice, Daniel Friedmann, aurait affirmé en 2007 que les juges de la Cour suprême se sont opposés à sa nomination en raison de leur désaccord avec ses opinions.

## Œuvres publiées
Ruth Gavison a publié un essai sur la vie privée dans le Yale Law Journal et édité un volume consacré à la philosophie juridique de HLA Hart publié par Oxford. Plus tard, elle a publié un essai sur les jours de repos dans les sociétés divisées, co-écrit avec Nahshon Perez, inclus dans Law and Religion in Comparative Context, publié par Cambridge. Elle est membre du comité de rédaction de la Jewish Review of Books.
Avec le rabbin Yaaqov Medan, elle a co-rédigé le Pacte Gavison-Medan, une proposition pour la coexistence d'Israéliens religieux et laïcs.

## Militante des droits civiques
Ruth Gavison est membre fondatrice de l'Association pour les droits civils en Israël (ACRI), où elle occupe pendant de nombreuses années les fonctions de présidente de 1996 à 1999. Le professeur Gavison est aussi membre de la Commission internationale de juristes de 1998 à 2008. En 2005, elle fonde le centre Metzilah (Centre de la pensée sioniste, juive, libérale et humaniste) ; elle en est la présidente fondatrice.

## Prix et reconnaissance
- En 1997, Gavison a reçu le prix Zeltner pour la recherche juridique[6].
- En 1998, elle a reçu le prix du Barreau, avec l'Association pour les droits civils en Israël.
- En 2001, elle a reçu le prix Avi Chai, avec le rabbin Yaakov Medan, pour avoir rassemblé la société israélienne.
- En 2002, elle a reçu le Prix de Jérusalem pour la tolérance.
- En 2003, elle a reçu le prix EMET.
- En 2003, elle a obtenu un doctorat honorifique du Jewish Theological Seminary de New York.
- En 2009, elle a reçu le prix Cheshin d'excellence en recherche de l'université hébraïque de Jérusalem.
- En 2009, elle a obtenu un doctorat honoris causa de l'université Bar-Ilan.
- En 2011, elle a reçu le prix Israël, pour la recherche juridique[7],[8].
- En 2013, elle a reçu le prix Solomon Bublick de l'université hébraïque de Jérusalem .
- En 2015, elle a reçu un diplôme honorifique de l'Open University en Israël.

## Voir également
- Liste des lauréats du prix d'Israël